# Hubertus Andrä

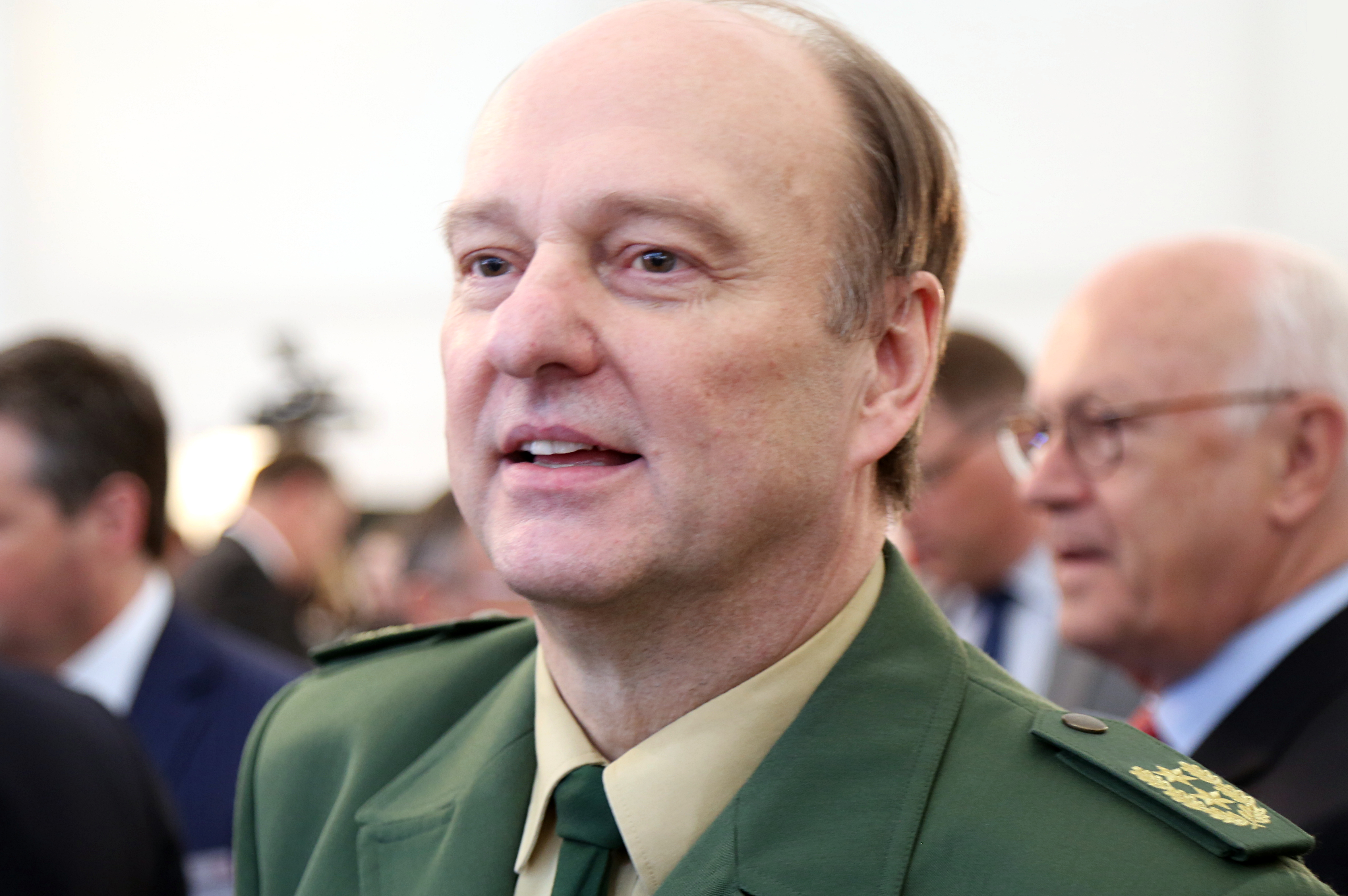
Hubertus Andrä, 2017

Hubertus Andrä (* 8. März 1956 in Garmisch-Partenkirchen) ist ein deutscher Polizist und war von Juli 2013 bis Oktober 2020 Polizeipräsident in München.

## Leben
Hubertus Andrä stammte aus einer Polizistenfamilie, sein Vater war bei der Bayerischen Grenzpolizei und starb bei einem Verkehrsunfall. Bis zum Tod seines Vaters wollte Andrä Lehrer werden, trat 1975 jedoch in den Polizeidienst ein und wurde 1976 Polizeioberwachtmeister, 1982 Polizeioberkommissar und 1986 Polizeihauptkommissar. Andrä wurde 1992 Vizechef der Polizeidirektion Traunstein und war ab 2005 deren Leiter. Im Jahr 1995 wurde er Polizeioberrat und 2000 zum Polizeidirektor ernannt. Von Oktober 2003 bis Dezember 2004 war er Referent im Innenministerium und zuständig für die Polizeireform. Im Januar 2006 leitete Andrä den Großeinsatz beim Einsturz der Eislaufhalle Bad Reichenhall, ein Jahr darauf wurde er zum Leitenden Polizeidirektor ernannt und übernahm im April 2008 die Leitung des Sachgebiets Einsatz der Polizei im Innenministerium. Dort wurde er im August 2012 Leiter der neugegründeten Abteilung Verfassungsschutz und Cybersicherheit im Bayerischen Innenministerium. Schwerpunktmäßig befasste sich Andrä dabei mit der Beobachtung des Rechtsextremismus in Bayern, der Modernisierung des Verfassungsschutzes und der Kommunikation der Behörden untereinander.
Von Juli 2013 bis Oktober 2020 war Andrä als Nachfolger von Wilhelm Schmidbauer Polizeipräsident in München und damit Chef des größten bayerischen Präsidiums mit rund 7000 Mitarbeitern. Zu Beginn seiner Tätigkeit als Polizeipräsident setzte er einen Schwerpunkt auf den Kampf gegen den Rechtsextremismus und gegen Wohnungseinbrüche. Angesichts der Terroranschläge in Paris sprach er sich für die Vorratsdatenspeicherung aus. In seine Dienstzeit als Polizeipräsident fiel 2015 der G7-Gipfel, der Anschlag in München 2016, der mit 2300 Einsatzkräften einer der größten Polizeieinsätze der letzten Jahrzehnte in der bayerischen Landeshauptstadt war und der Beginn des Drogenskandals bei der Münchner Polizei. Im Jahr 2015 ging in München die Anzahl der Gesamtstraftaten um 4,2 Prozent auf 104.134 Delikte zurück. Dagegen war die Internetkriminalität auf Wachstumskurs. Als Andrä im Oktober 2020 in den Ruhestand ging, wurde der bisherige LfAR-Präsident Thomas Hampel sein Nachfolger.
Andrä ist verheiratet und hat zwei Kinder. Er lebt im oberbayerischen Germering.